# 丘尔潘·哈马托娃
丘尔潘·纳伊列芙娜·哈马托娃（俄语：Чулпан Наилевна Хаматова；1975年10月1日—）是一名鞑靼裔俄罗斯演员。

## 生平
丘尔潘·哈马托娃1975年生于苏联韃靼蘇維埃社會主義自治共和國喀山，后在喀山大学学习数学和经济学，然后转到喀山戏剧学校。从那里她进入莫斯科的俄罗斯戏剧学院，并于1998年在著名戏剧导演阿列克谢·鲍罗丁的指导下完成了表演学习。卡玛托娃的职业生涯始于在莫斯科多家剧院担任多个角色，并于1997年在俄罗斯电影《舞者的时间》中首次亮相。

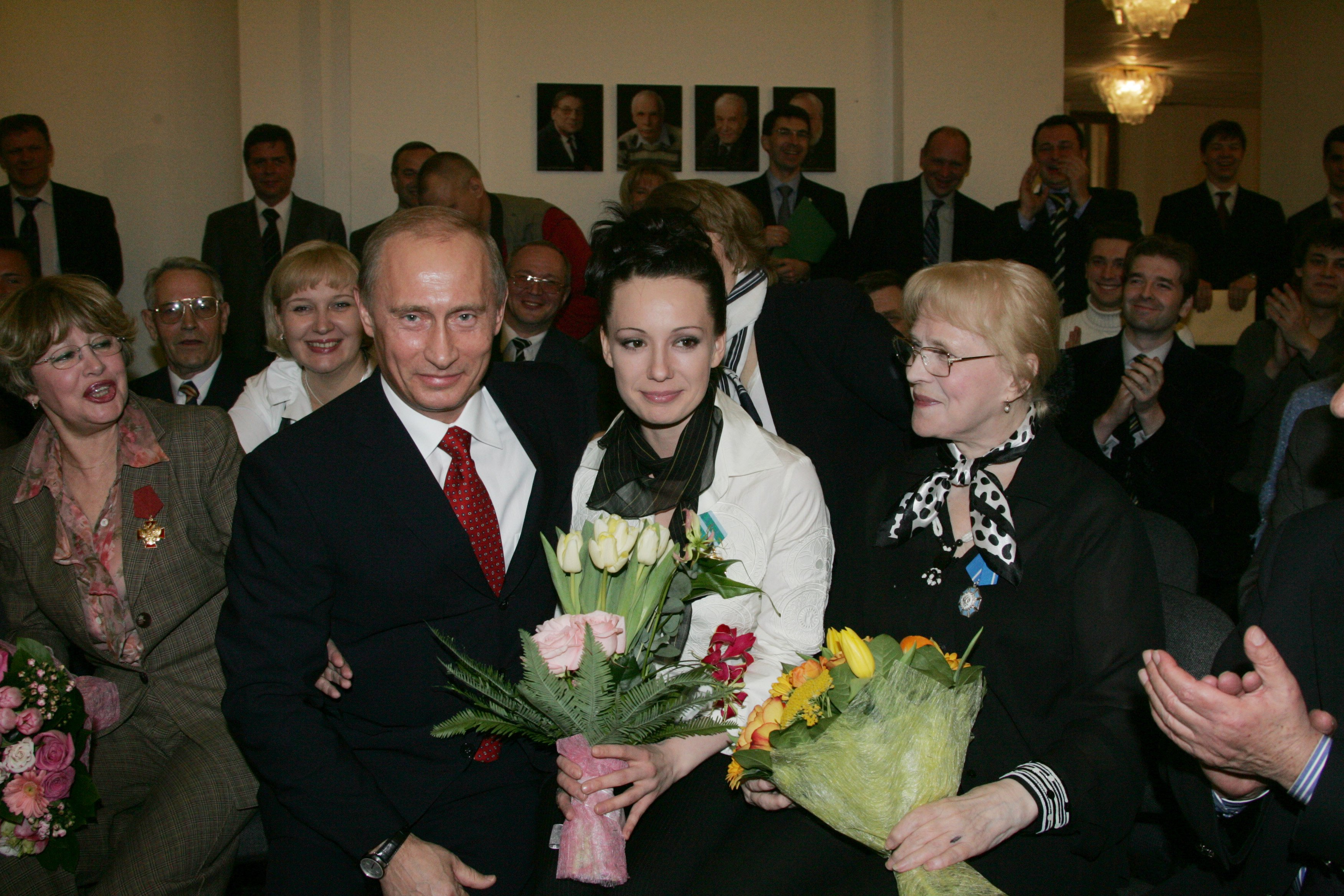
2006年和弗拉迪米爾·普丁于斯摩棱斯克

通过莫里茨·布莱特鲁主演的巴赫蒂霍尔·丘多伊纳萨罗夫执导的电影《月亮爸爸》，随后她进入了德国电影界。自从出演《图瓦卢》后，她还经常在德国从事电影和电视制作工作，她还因在这两部电影中的角色在国际电影节上获奖。她主演的最成功的国际电影是《再见列宁！》，剧中她饰演主角亚历山大（丹尼尔·布尔饰演）的女友劳拉。
除了电影外，她的主要生涯仍然在戏剧方面。哈马托娃曾担任2003年科特布斯电影节和2006年威尼斯电影节的评审团成员。
2005年，哈马托娃和迪娜·科尔森（Dina Korsun）发起了一场慈善音乐会“给予生命”（Podari schisn），以治疗患有肿瘤疾病的儿童，此后每年都会举办。2006年两位女演员创立了同名基金会，为患有癌症的儿童筹集资金。2008年，她被任命为俄罗斯联邦公众院成员，并担任成员直至2010年。2012年，她被授予俄罗斯人民艺术家称号。

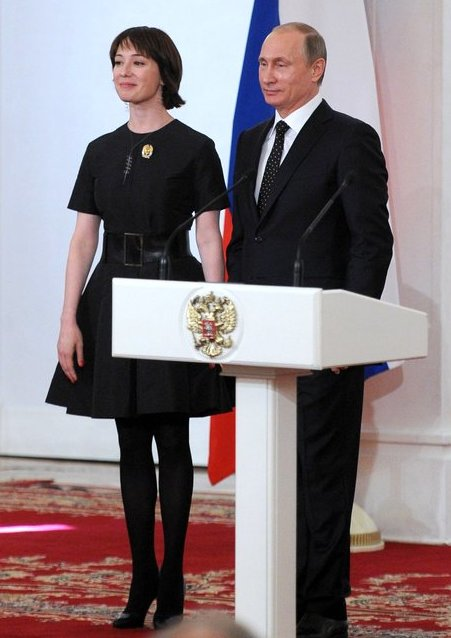
2014年接受俄罗斯联邦国家奖和普京总统的合影

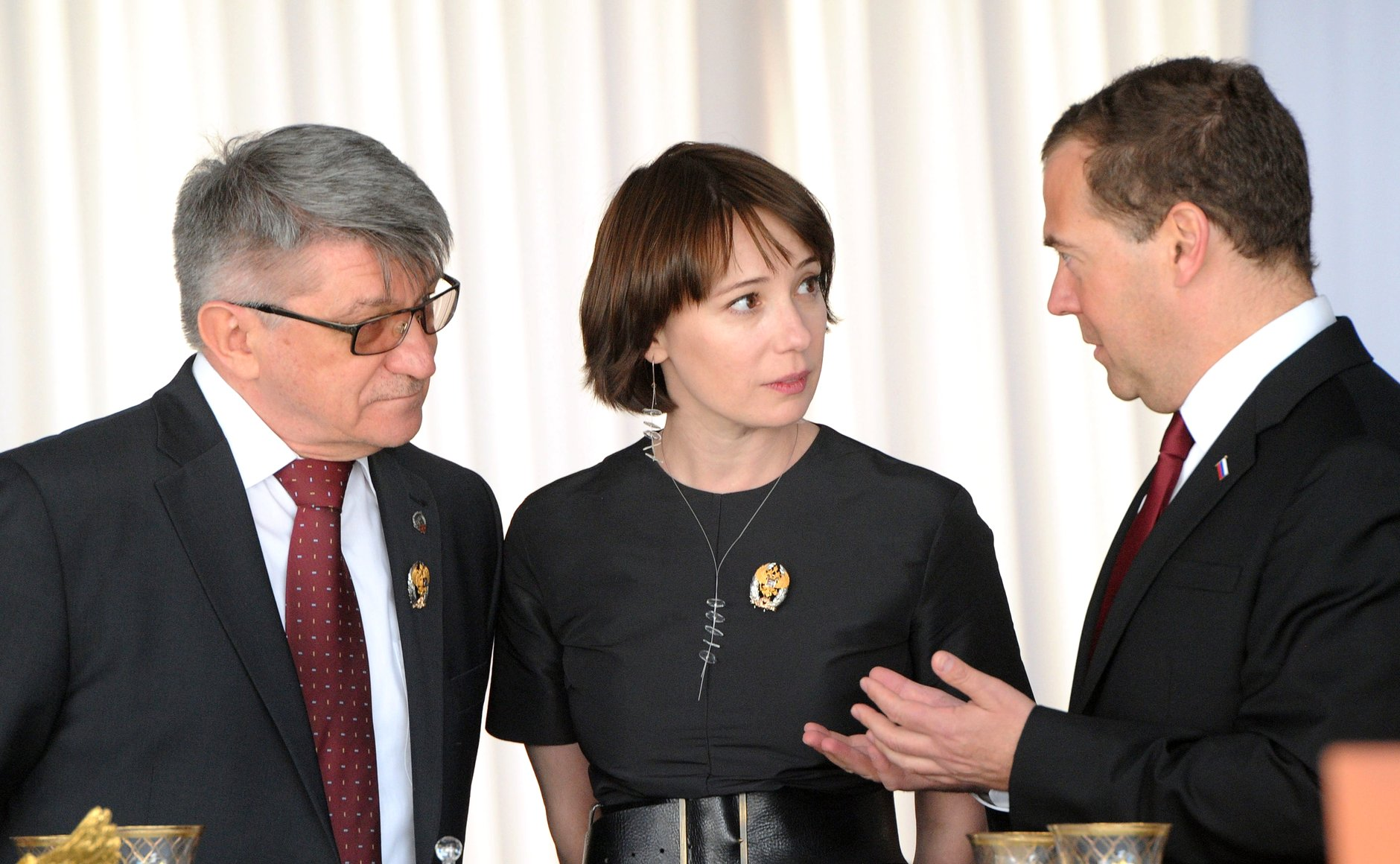
2015年6月12日俄罗斯国庆日庆祝活动，左：亚历山大·索库罗夫，右：德米特里·梅德韦杰夫

1995年至2002年，她与演员伊万·沃尔科夫结婚。她有三段婚姻，育有三个女儿。哈玛托娃年轻时皈依了俄罗斯东正教。她会说俄语、英语、葡萄牙语和德语，但不会说鞑靼语。
2014年的索契冬奥会上，她担任执旗手。
在2020年播出的电视剧《苏莱卡》中，她扮演了主角，该片讲述了斯大林时代鞑靼人遭受苏联政府的整肃和镇压。她遭到了俄罗斯民族主义者的批评，他们认为该剧歪曲了历史。
2022年2月，俄罗斯入侵乌克兰后，她和数十名俄罗斯艺术家和作家联名签署了呼吁书，称俄罗斯武装部队入侵乌克兰是“耻辱”，并呼吁立即停止战争。3月20日，她逃往拉脱维亚里加，并声称没有返回俄罗斯的计划，因为她无法毫无恐惧地返回俄罗斯。她表示在她签署请愿书后，“我很清楚，我不希望回去”，并补充道，“我知道我不是叛徒。我非常爱我的祖国。”